# Манданци
Манданци су индијанско племе Великих равница које је вековима живело првенствено на територији данашње Северне Дакоте. Они су уписани у три придружена племена резервата Форт Бертолд. Отприлике половина Мандана још увек живи на подручју резервата; остали живе широм Сједињених Држава и Канаде.
Мандански народ је историјски живео дуж обе обале реке Горњи Мисури и две њене притоке — реке Срце и Нож — у данашњој Северној и Јужној Дакоти. Говорници мандана, сиуанског језика, развили су аграрну културу. Основали су стална села са великим, округлим, земљаним колибама, око 12 метара у пречнику, које окружују централни трг. У ложама су живеле матрилинеарне породице. Манданци су били велика трговачка нација, тргујући посебно својим великим вишковима кукуруза са другим племенима у замену за месо и маст бизона. Храна је била примарна, али су трговали и за коње, оружје и другу трговачку робу.

## Популација
На почетку 18. века, популација Манданаца била је око 3.600. Процењује се да је било 10.000–15.000 пре доласка Европљана. Десетковани широко распрострањеном епидемијом малих богиња 1781. године, људи су морали да напусте неколико села, а са њима су се скупљали и припадници народа Хидатса у мањем броју села. Године 1836. било је више од 1.600 пунокрвних Манданаца, али, након још једне епидемије малих богиња 1836-37, процењено је да је овај број пао на 125 до 1838.
У 20. веку народ је почео да се опоравља. Током 1990-их, 6.000 људи је било уписано у три придружена племена. На попису из 2010. 1.171 особа пријавила је манданско порекло. Њих 365 идентификовано је као пунокрвно, а 806 има делимично манданско порекло.

## Историја

### Порекло и рана историја
Тачно порекло и рана историја Мандана су непознати. Ране студије лингвиста дале су доказе да је мандански језик можда био блиско повезан са језиком народа Хо-Чунк или Винебаго у данашњем Висконсину. Научници теоретизирају да су се преци Мандана у једном тренутку могли населити у области Висконсина. Ова идеја је вероватно потврђена у њиховој усменој историји, која се односи на то да су дошли са источне локације у близини језера.
Неки етнолози и научници који проучавају Мандан подржавају теорију да су, као и други људи који говоре Сиуан (вероватно укључујући Хидацу), настали у области средње реке Мисисипи и долина реке Охајо у данашњем Охају. Да је то био случај, Мандан би мигрирао на север у долину реке Мисури и њену притоку реку Хеарт у данашњој Северној Дакоти. Тамо су се Европљани први пут сусрели са историјским племеном. Верује се да се ова миграција догодила вероватно већ у 7. веку, али вероватно између 1000. н.е. и 13. века, након што је усвојена култивација кукуруза. Био је то период великих климатских промена, стварајући топлије, влажније услове који су погодовали њиховој пољопривредној производњи.
По доласку на обале реке Срце, Мандани су изградили неколико села, од којих су највећа била на ушћу реке. Археолошки докази и радар за снимање тла открили су промене у одбрамбеним границама ових села током времена. Људи су изградили нове ровове и палисаде који су окруживали мање области како се њихова популација смањивала.
Оно што је било познато као Доубле Дитцх Виллаге налазило се на источној обали реке Мисури, северно од места где се развио данашњи Бизмарк. Био је окупиран од стране Руптуре Мандан скоро 300 година. Данас на локалитету постоје удубљења која су доказ њихових ложа и мањих у којима су направили кеш јаме за складиштење дехидрираног кукуруза. Назив потиче од два одбрамбена рова изграђена ван простора ложа. Утврђено је да је изградња утврђења овде и на другим локацијама дуж Мисурија била у корелацији са периодима суше, када би људи нападали једни друге у потрази за храном.
У неком тренутку током овог времена, људи Хидатса су се такође доселили у регион. Такође су говорили сиуанским језиком. Манданска традиција каже да су Хидатса били номадско племе све до њиховог сусрета са Манданима, који су их научили да граде стационарна села и култивишу пољопривреду. Хидатса су наставили да одржавају пријатељске односе са Манданом и изградили су села северно од њих на реци Нож.
Касније су се Павнее и Арикара преселили са републиканске реке на север дуж реке Мисури. Они су говорили кадоански језик, а Арикара су често били рани конкуренти Манданима, иако су обојица били хортикултуристи. Изградили су насеље познато као село Цров Цреек на литици изнад Мисурија. Модерни град Чемберлен у Јужној Дакоти развио се око једанаест миља јужно одавде.
The Mandan were divided into bands.  The (does not translate) was the largest linguistic group. The other bands were the  ("those who tattooed themselves"),   ("those who quarreled"),  ("our people"), and the Awi'ka-xa /  (does not translate).  The Nup'tadi and Nu'itadi lived on both banks of the Missouri River, while the Awigaxa lived further upstream at the Painted Woods.
Мандани су били подељени у банде. Nup'tadi (не преводи) је била највећа лингвистичка група. Остали бендови су били Is'tope ("они који су се тетовирали"), Ma'nana'r ("они који су се свађали"), Nu'itadi ("наши људи") и Awigaxa (не преводи). Нуп'тади и Ну'итади живели су на обе обале реке Мисури, док су Авигака живели даље узводно у Паинтед Воодс.
Сва племена су се бавили екстензивном земљорадњом, коју су обављале жене, укључујући сушење и прераду кукуруза. Насеља Мандан-Хидатса, названа „Тржиште централних равница“, била су главна трговачка средишта у индијским трговачким мрежама Великих равница. Размењени су усеви, заједно са другом робом која је путовала чак до северозападне обале Пацифика. Истраживање њихових локација на северним равницама открило је предмете који се могу пратити и до реке Тенеси, Флориде, обале Мексичког залива и Атлантске обале.
Мандан се постепено кретао узводно и консолидовао се у данашњој Северној Дакоти до петнаестог века. Од 1500. до отприлике 1782. године, Мандан је достигао врхунац свог становништва и утицаја. Њихова села су показала све већу густину, као и јача утврђења, на пример у селу Хаф. Имао је 115 великих ложа са више од 1.000 становника.
Групе се нису често кретале дуж реке све до касног 18. века, након што је њихова популација опала због малих богиња и других епидемија.

### Долазак Европљана
The Koatiouak, mentioned in a 1736 letter by Jesuit Jean-Pierre Aulneau, are identified as Mandans. Aulneau was killed before his planned expedition to visit the Mandans could take place.
The first European known to visit the Mandan was the French Canadian trade Sieur de la Verendrye in 1738. The Mandans carried him into their village, whose location is unknown. It is estimated that at the time of his visit, 15,000 Mandan resided in the nine well-fortified villages on the Heart River; the villages held a total of 1,000 lodges. According to Vérendrye, the Mandans at that time were a large, powerful, prosperous nation who were able to dictate trade on their own terms. They traded with other Native Americans both from the north and the south, from downriver.
Коње су набавили Мандани средином 18. века од Апача ка југу. Мандани су их користили и за превоз, за ношење чопора и вучу травоа, и за лов. Коњи су помогли у ширењу ловачке територије Мандана на равнице. Сусрет са Французима из Канаде у 18. веку створио је трговачку везу између Француза и Индијанаца у региону; Мандани су служили као посредници у трговини крзном, коњима, оружјем, усевима и производима од бивола. Шпански трговци и званичници у Сент Луису (након што је Француска уступила своју територију западно од реке Мисисипи Шпанији 1763. године) истраживали су Мисури и ојачали односе са Манданима (које су звали Мандани).
Хтели су да обесхрабре трговину у региону од стране Енглеза и Американаца, али је Мандан наставио отворену трговину са свим конкурентима. Они неће бити ограничени маневрисањем Европљана. Француски трговци у Сент Луису су такође настојали да успоставе директну копнену комуникацију између Санта Феа и њиховог града; трговина крзном браћа Цхоутеау стекла су шпански монопол на трговину са Санта Феом.
Епидемија малих богиња избила је у Мексико Ситију 1779/1780. Полако се ширио на север кроз Шпанско царство, трговином и ратовима, достигавши северне равнице 1781. Команчи и Шошони су се заразили и пренели болест широм своје територије. Заражени су и други зараћени и трговачки народи. Мандан је изгубио толико људи да је број кланова смањен са тринаест на седам; три имена кланова из села западно од Мисурија су потпуно изгубљена. На крају су се преселили ка северу око 25 миља и консолидовали се у два села, по једно са сваке стране реке, док су се обнављали након епидемије. Слично погођени, знатно смањени народ Хидатса придружио им се у одбрани. Кроз и после епидемије, на њих су упали Лакота Сијукси и Врана ратници.
Године 1796. Мандан је посетио велшки истраживач Џон Еванс, који се надао да ће пронаћи доказ да њихов језик садржи велшке речи. Бројни европски Американци сматрали су да у овим удаљеним областима има Индијанаца из Велса, што је упорни мит о коме се нашироко писало. Еванс је стигао у Сент Луис пре две године, и након што је био у затвору годину дана, ангажовале су га шпанске власти да предводи експедицију за цртање горњег Мисурија. Еванс је провео зиму 1796–97 са Манданом, али није нашао никакве доказе о било каквом утицају Велса. У јулу 1797. писао је др Семјуелу Џонсу: „Тако сам истражио и зацртао Мисури у дужини од 1800 миља и путем моје комуникације са Индијанцима са ове стране Тихог океана од 35 до 49 степени географске ширине, могу да вас обавестим да не постоји такав народ као велшки Индијанци“.
Британски и француски Канађани са севера извели су више од двадесет експедиција трговине крзном до села Хидаца и Мандан у годинама од 1794. до 1800.
До 1804. године када су Луис и Кларк посетили племе, број Мандана је био знатно смањен због епидемија малих богиња и зараћених група Асинибојна, Лакота и Арикаре. (Касније су се придружили Арикари у одбрани од Лакота.) Девет села се консолидовало у два села 1780-их, по једно на свакој страни Мисурија. Али они су наставили своје чувено гостопримство и експедиција Луиса и Кларка се због тога зауставила у близини њихових села на зиму. У част њихових домаћина, експедиција је назвала насеље које су изградили Форт Мандан. Ту су Луис и Кларк први пут срели Сакагавеу, заробљену жену Шошона. Сакагавеа је пратио експедицију док је путовала на запад, помажући им у информацијама и преводилачким вештинама док су путовали према Тихом океану. По повратку у села Мандана, Луис и Кларк су повели поглавицу Мандана Шехекеа (Којота или Великог белог) са собом у Вашингтон да се састане са председником Томасом Џеферсоном. Вратио се у горњи Мисури. Преживео је епидемију малих богиња 1781, али је 1812. поглавица Шехеке погинуо у бици са Хидацом.
Године 1825. Манданци су потписали мировни споразум са вођама експедиције Аткинсон-О'Фаллон. Уговор је захтевао да Манданци признају превласт Сједињених Држава, признају да бораве на територији Сједињених Држава и да се одрекну сваке контроле и регулисања трговине Сједињеним Државама. Мандан и војска Сједињених Држава никада се нису среле у отвореном рату.
Године 1832. уметник Џорџ Кетлин посетио је Мандан близу Форт Кларка. Кетлин је сликао и цртао сцене живота Мандана, као и портрете поглавица, укључујући Четири медведа или Ма-то-тох-пе. Његова вештина у извођењу толико је импресионирала Четири медведа да је позвао Кетлина као првог човека европског порекла коме је било дозвољено да гледа свету годишњу церемонију Окипа. Током зимских месеци 1833. и 1834. године, принц Максимилијан од Вид-Нојвида и швајцарски уметник Карл Бодмер боравили су у Мандану.

#### Спекулације о претколумбовском европском контакту
Извештаји из 18. века о карактеристикама манданских ложа, религији и повременим физичким карактеристикама међу припадницима племена, као што су плаве и сиве очи заједно са светлијом фарбом косе, подстакле су спекулације о могућности претколумбовског контакта са Европљанима. Кетлин је веровао да су Мандани били „Велшки Индијанци“ из фолклора, потомци принца Мадока и његових следбеника који су емигрирали у Америку из Велса око 1170. Ово гледиште је било популарно у то време, али је од тада било оспоравано од стране већине научника.
Хјалмар Холанд је предложио да би укрштање са преживјелим Нордијцима могло објаснити "плавуше" Индијанце међу Манданима на ријеци Горњи Мисури. У мултидисциплинарној студији о рунском камену из Кенсингтона, антрополог Алис Бек Кехо је одбацила, као „тангенцијалну“ на питање рунског камена, ову и друге историјске референце које сугеришу претколумбовске контакте са „аутсајдерима“, као што је прича о Хочунку (Винебаго) о хероју предака „Црвени рог” и његов сусрет са „црвенокосим дивовима”. Археолог Кен Федер изјавио је да не постоји ниједан од материјалних доказа који би се очекивали од присуства Викинга на америчком средњем западу и путовања кроз њега.

### Међуплеменско ратовање 1785-1845
Индијанци Сијукси напали су село Нуптади Мандан и запалили га око 1785. Спашене су "корњаче" које су коришћене у церемонији Окипа. "Када су Сијукси спалили село Нуптади...", испричала је жена из Мандана Сцаттерцорн, "...корњаче су произвеле воду која их је штитила...".
Сијукси су наставили да консолидују своју доминантну позицију на северним равницама. Речима „чејенског ратника“ и савезника Лакоте Џорџа Бента: „... Сијукси су се преселили у Мисури и почели да врше рацију на ова два племена, све док се коначно Мандани и Рис [Арикаре] нису усудили да оду у равнице у лов биво".
Индијанци Арикара су с времена на време такође били међу непријатељима Манданаца. Освета поглавице Четири медведа Арикари, који је убио његовог брата, је легендарна.
Манданци су одржавали ограду око села Митутанка када су биле присутне претње.
Водиле су се велике борбе. „Уништили смо педесет тепиа [Сијукса]. Следећег лета убијено је тридесет људи у ратној групи“, каже мандан зимски гроф Буттерфли за 1835–1836. Велику ратну странку неутралисали су Индијанци Јанктонаи Сијукси.
Митутанку, коју су сада заузели Арикари као и неки Мандани, спалили су Индијанци Ианктон Сиоук 9. јануара 1839. „... мале богиње прошле године, врло близу су уништиле цело племе [Мандан], а Сијукси су завршили Рад разарања паљењем села“.
Године 1845, Хидатса се преселила неких 20 миља северно, прешла Мисури и изградила село Лике-а-Фисххоок. Многи Мандани су се придружили ради заједничке заштите.

### Епидемија малих богиња 1837–38
Мандане су први пут захватиле мале богиње у 16. веку и биле су погођене сличним епидемијама сваких неколико деценија. Између 1837. и 1838. још једна епидемија малих богиња захватила је регион. У јуну 1837. пароброд Америцан Фур Цомпани отпутовао је на запад уз реку Мисури од Сент Луиса. Његови путници и трговци на броду заразили су племена Мандан, Хидатса и Арикара. У та два села у то време је живело око 1.600 Мандана. Болест је убила 90% народа Мандан, ефективно уништавајући њихова насеља. Скоро сви чланови племена, укључујући и другог поглавицу, Четири медведа, умрли су. Процене о броју преживелих варирају од 27 до 150 особа, а неки извори наводе број на 125. Преживели су се удружили са оближњом преживелом Хидацом 1845. и преселили се узводно, где су развили село Лике-а-Фисххоок.

Мандани су веровали да су их заразили белци повезани са паробродом и Форт Кларком. Шеф Четири медведа је наводно рекао, док је био болестан, „скуп црних паса [сиц], они су ме преварили, они које сам одувек сматрао браћом, испоставило се да су моји најгори непријатељи“. Франсис Шардон, у свом Јоурнал ат Форт Цларк 1834–1839, написао је да се Грос Вентрес (тј. Хидатса), „заклињу на освету свим Белима, јер кажу да је мале богиње овде донео С[тим] Б[оат“ ].“ (Цхардон, Јоурнал, стр. 126). У најранијој детаљној студији догађаја, у Тхе Америцан Фур Траде оф Фар Вест (1902), Хирам М. Цхиттенден је окривио Америцан Фур Цомпани за епидемију. Усмена предања погођених племена и даље тврде да су за болест криви белци. Р. Г. Робертсон у својој књизи Роттинг Фаце: Смаллпок анд тхе Америцан Индиан, окривљује капетана Праттеа са пароброда Ст. Петер јер није ставио у карантин путнике и посаду након што је епидемија избила, наводећи да док је
није крив за геноцид с предумишљајем, али је крив за допринос смрти хиљада невиних људи. Закон његово дело назива кривичним немаром. Ипак, у светлу свих смрти, скоро потпуног уништења Мандана и страшних патњи које је регион претрпео, етикета злочиначког немара је бенигна, тешко да приличи акцији која је имала тако ужасне последице.
Неки научници који су тврдили да је преношење малих богиња на Индијанце током епидемије 1836-40. било намерно, укључујући Анн Ф. Раменофски која је 1987. тврдила: „Вариола Мајор се може пренети преко контаминираних предмета као што су одећа или ћебад. У деветнаестом века, америчка војска је послала контаминирана ћебад Индијанцима, посебно групама из равница, да контролишу проблем Индијанаца." Комесар за индијска питања одбио је да пошаље вакцину Манданима, очигледно не мислећи да су вредни заштите.
Неки извештаји понављају причу да се Индијанац ушуњао на брод Свети Петар и украо ћебе од зараженог путника, чиме је започела епидемија. И историчари и савременици критиковали су многе варијације овог извештаја као фикцију, измишљотину са намером да ублажи кривицу белих досељеника за расељавање Индијанаца. „Окупна афера је настала касније и не треба јој приписивати“, примећује Б. А. Ман. Имајући у виду обрасце трговине и путовања, постојали су бројни начини да се људи заразе, као што су били и у ранијим, такође тешким, епидемијама.

### Касни 19. и рани 20. век
Мандан је била страна у споразуму Форт Ларамие из 1851. Делили су заједничку уговорну област северно од реке Хеарт са Хидатса и Арикара.
Убрзо су напади Лакота и других Сијукса на ловачке групе отежали Мандану да буде безбедан у области споразума. Племена су позвала војску Сједињених Држава да интервенише, и рутински би тражили такву помоћ до краја Лакота примата. Упркос споразуму, Мандан је добио малу заштиту од америчких снага.
У лето 1862. Арикара се придружила Мандану и Хидаци у селу Лике-а-Фисххоок у горњем Мисурију. Сва три племена била су приморана да живе ван своје уговорне области јужно од Мисурија због честих рација Лакота и других Сијукса. Пред крај 1862. неки Индијанци Сијукса запалили су део села Лике-а-Фисххоок.
У јуну 1874. „био је велики рат“ код села Лике-а-Фисххоок-Виллаге. Пуковник Џорџ Армстронг Кастер није успео да одсече велику ратну групу Лакота која је нападала Мандане, иако „... Мандане треба штитити исто као и беле насељенике“. Лакота су убили пет Арикара и једног Мандана. Испоставило се да је напад био један од последњих који су Лакота извршили на Три племена.
Мандан се придружио Арикари 1862. До тог времена, село Лике-а-Фисххоок постало је главни центар трговине у региону. До 1880-их, међутим, село је напуштено. У другој половини 19. века, три повезана племена (Мандан, Хидаца и Арикара) постепено су изгубила контролу над неким од својих поседа. Уговором из Форт Ларами из 1851. године признато је 12 милиона јутара (49.000 км²) земље на територији која је у заједничком власништву ових племена. Са стварањем резервата Форт Бертхолд извршном наредбом 12. априла 1870, савезна влада је признала само да су три повезана племена поседовала 8 милиона хектара (32.000 км²). 1. јула 1880. друга извршна наредба је лишила племена 7 милиона јутара (28.000 км²) земље која је лежала ван граница резервата.

### 20th century to present
Почетком 20. века, влада је запленила више земље; до 1910. године, резерват је смањен на 900.000 хектара (3.600 км²). Ово земљиште се налази у окрузима Дунн, МцКензие, МцЛеан, Мерцер, Моунтраил и Вард у Северној Дакоти.
Према Закону о реорганизацији Индијанаца из 1934. године, који је подстакао племена да обнове своје владе, Мандан се званично спојио са Хидатса и Арикара. Направили су нацрт устава за избор представничке владе и формирали федерално призната три повезана племена, позната као нација Мандан, Хидатса и Арикара.
Године 1951. Инжењерски корпус америчке војске започео је изградњу Гарнизонске бране на реци Мисури. Развијена за контролу поплава и наводњавање, ова брана је створила језеро Сакакавеа. Поплавила је делове резервата Форт Бертхолд, укључујући села Форт Бертхолд и Елбовоодс, као и бројна друга села. Некадашњи мештани ових села су пресељени и за њих је изграђен Нови град.
Док је Нови град изграђен за расељене припаднике племена, губитком поплављених подручја нанесена је велика штета друштвеним и економским основама резервата. Поплаве су захватиле отприлике једну четвртину земљишта резервата. Ово земљиште је садржало неке од најплоднијих пољопривредних површина на којима је развијена њихова привреда. Мандан није имао другу земљу која је била тако плодна или одржива за пољопривреду. Поред тога, поплаве су заузеле локалитете историјских села и археолошка налазишта са светим значењем за народе.

### Језик
- Kennard, Edward. (1936). Kennard, Edward (1936). „Mandan grammar”. International Journal of American Linguistics. 9: 1—43. doi:10.1086/463817..
- Lowie, Robert H. (1913). Societies of the Hidatsa and Mandan Indians. In R. H. Lowie, Societies of the Crow, Hidatsa, and Mandan Indians (pp. 219–358). Anthropological papers of the American Museum Of Natural History (11, Part 3). New York: The Trustees. (Texts are on pp. 355–358).
- Mithun, Marianne (1999). The languages of Native North America. Cambridge: Cambridge University Press. ISBN 0-521-23228-7. Непознати параметар |DUPLICATE_isbn= игнорисан (помоћ) (hbk);
- Mixco, Mauricio C (1997). Mandan. Languages of the world series: Materials. ISBN 3-89586-213-4.159. Münich: LINCOM Europa.
- Parks, Douglas R.; Jones, A. Wesley; Hollow, Robert C; & Ripley, David J. Earth lodge tales from the upper Missouri. Bismarck, ND: Mary College. 1978.
- Will, George; & Spinden, H. J. The Mandans: A study of their culture, archaeology and language. 1906.. Papers of the Peabody Museum of American Archaeology and Ethnology, Harvard University (3  (4):  81–219). Cambridge, MA: The Museum. (Reprinted 1976, New York: Kraus Reprint Corporation).

1. ↑  „Pulitzer Prize in History 2015”. Pulitzer Prizes. 2015. Приступљено 17. 5. 2015.